# Ziroïta
La ziroïta és un mineral de la classe dels òxids.

## Característiques
La ziroïta és un òxid de fórmula química ZrO₂. Va ser aprovada com a espècie vàlida per l'Associació Mineralògica Internacional l'any 2022, i publicada en el mes de desembre de 2023. Cristal·litza en el sistema tetragonal.
L'exemplar que va servir per a determinar l'espècie, el que es coneix com a material tipus, es troba conservat a les col·leccions mineralògiques de la Universitat de Milà (Itàlia) amb el número de registre: mcmgpg-h2021-003.

## Formació i jaciments
Va ser descoberta al mont Carmel, dins el districte de Haifa (Israel), en forma d'inclusions en xenocristalls de corindó. Aquest indret és l'únic a tot el planeta on ha estat descrita aquesta espècie mineral.